# Extremoplusia megaloba
Extremoplusia megaloba là một loài bướm đêm trong họ Noctuidae.